# Jimmy Lai

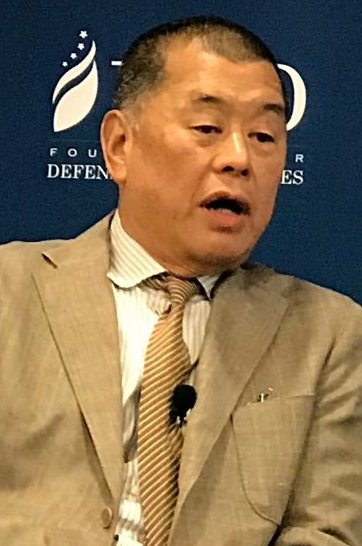
Jimmy Lai w 2019 roku

Lai Chee-Ying (chiń. 黎智英) (ur. 8 grudnia 1947), znany również jako Jimmy Lai – przedsiębiorca i aktywista pochodzący z Hongkongu, założyciel firmy odzieżowej Giordano, gazety Apple Daily oraz spółki Next Digital (dawniej Next Media), notowanej na giełdzie w Hongkongu i prowadzącej działalność medialną. Jeden z głównych aktywistów i liderów hongkońskiego obozu prodemokratycznego. Członek Partii Demokratycznej. Od 1996 roku obywatel Wielkiej Brytanii. Nazywany „magnatem medialnym z Hongkongu”.
Jako aktywista prodemokratycznej opozycji i głośny krytyk Komunistycznej Partii Chin Lai był przez wiele lat szykanowany przez władze chińskie. Jimmy Lai został aresztowany 10 sierpnia 2020 roku przez policję Hongkongu pod zarzutem naruszenia nowego prawa w zakresie bezpieczeństwa narodowego na terytorium Hongkongu, co wywołało międzynarodową krytykę ze strony organizacji obrony praw człowieka i rządów krajów demokratycznych. W wywiadzie dla mediów Lai nazwał swoje aresztowanie „szczytem swojej kariery”. Lai został zwolniony za kaucją w dniu 12 sierpnia, ale 3 grudnia został ponownie aresztowany bez możliwości wyjścia po wpłaceniu kaucji i następnie skazany na kilka miesięcy więzienia (do kwietnia 2021 roku). W maju 2021 Jimmy Lai został skazany na kolejne 14 miesięcy więzienia za „organizowanie nielegalnych protestów”. Zamrożono także jego środki finansowe, co może doprowadzić do bankructwa niektórych przedsiębiorstw, zwłaszcza niewygodnej dla rządu chińskiego gazety „Apple Daily”.
W grudniu 2020 roku Lai otrzymał nagrodę „Freedom of Press Award”, przyznaną przez Reporterów bez Granic (RSF) za rolę w założeniu „Apple Daily”, prodemokratycznego serwisu informacyjnego, który „wciąż ośmiela się otwarcie krytykować chiński reżim i który szeroko omawiał zeszłoroczne protesty prodemokratyczne”. W grudniu 2021 roku Lai oraz redakcja newsroomu „Apple Daily” zostali laureatami Złotego Pióra Wolności. W 2021 roku wraz z Ludżajn al-Hazlul otrzymał Philadelphia Liberty Medal.